# Jevgenij Nikanorovič Pavlovskij
Jevgenij Nikanorovič Pavlovskij (5. března 1884 Birjuč, Rusko – 27. května 1965 Leningrad, SSSR) byl sovětský zoolog a parazitolog, od roku 1939 akademik akademie věd SSSR, od roku 1944 člen Akademie lékařských věd SSSR, od roku 1960 zahraniční člen Československé akademie věd. Zabýval se výzkumem přírodních ohnisek nákaz a jejich přenesení na člověka.

## Život a dílo
Narodil se v městečku Birjuč v tehdejší Voroněžské oblasti v rodině učitele. V letech 1886–1903 žil v Borisoglebsku, kde studoval na gymnáziu. Zájem o zoologii a biologii ho vedl ke studiu na Vojenské lékařské akademii v Petrohradě. Už během studií se specializoval na anatomii a morfologii parazitních členovců. Akademii dokončil roku 1909 a o rok později se stal doktorem medicíny. V ústavu pracoval po celý svůj život jako profesor, přednášel a věnoval se výzkumu. V roce 1914 zorganizoval vědeckou výpravu do Afriky, během níž studoval jedovatý hmyz a štíry. V roce 1917 získal na Petrohradské univerzitě titul magistra zoologie.
Počátkem 20. let se jeho zájem zaměřil na parazitologii, neboť chtěl zjistit příčinu epidemie dobytka, který byl v leningradské oblasti napaden piroplazmózou. Odhalil, že přenašečem choroby je klíště obecné a usiloval o jeho hubení. Jeho práce vzbudila zájem v dalších oblastech Sovětského svazu. V roce 1928 připravil první vědeckou expedici do Turkmenistánu a Tádžikistánu, kde měla studovat nemoci lidí a domácích zvířat a odhalovat jejich případné souvislosti. V dalších letech Pavlovskij zorganizoval okolo sto padesáti podobných výprav po celém Sovětském svazu – Střední Asie, Zakavkazsko, Krym, Dálný východ a další. Některých se osobně zúčastnil. V obtížných podmínkách byli on i jeho spolupracovníci mnohdy v ohrožení života. Jejich cílem byla likvidace ohnisek malárie, horečky papatači, tularémie a dalších epidemických nemocí.  V roce 1930 popsal nový druh klíštěte – Ornithodoros cholodkovskyi Pavlovsky 1930.
Od roku 1933 Pavlovskij pracoval ve Všesvazovém ústavu experimentální medicíny a současně v pobočce Akademie věd SSSR v Tádžikistánu. V roce 1938 vedl expedici, která na Dálném východě zkoumala příčinu častého onemocnění lidí virovými záněty mozku – encefalitidou. Bylo zjištěno, že původcem a přenašečem této choroby jsou klíšťata. Na základě svých výzkumů a poznatků Pavlovskij zformuloval teorii o přírodních ohniscích nákaz, kterou přednesl koncem roku na lékařské konferenci ve Vladivostoku. Konstatoval, že nákazy zvířat se ve styku člověka s divokou přírodou, zejména při hospodářském ovládnutí dosud neobydlených míst, mohou stát chorobami lidí. V roce 1939 byl jmenován akademikem SSSR.
Během druhé světové války působil jako generál zdravotnické služby v obleženém Leningradu a vedl zdejší Zoologický ústav. V roce 1946 se stal vedoucím oddělení parazitologie a lékařské zoologie Ústavu epidemiologie a mikrobiologie Akademie lékařských věd SSSR. Generálporučík J. N. Pavlovskij byl držitelem mnoha vysokých státních vyznamenání včetně titulu Hrdina socialistické práce (1964), šesti Leninových řádů a řádů Rudé hvězdy. Byl autorem více než 1200 odborných článků, publikací a učebnic. Jeho teorie byla aplikována v mnoha zemích, např. v Československu v parazitologickém oddělení výzkumného ústavu živočišné a rostlinné biologie ji využívali akademikové Bohumír Rosický a Dionýz Blaškovič.
Zemřel v roce 1965 v Leningradu, kde je také pohřben.